# Modernita
Modernita či modernost (z lat. modernus, nynější, nový) je obecně současná a nedávná doba a to, co ji charakterizuje, často zejména ve smyslu nového a pokrokového. Slovo modernita se také používá jako synonymum pro novověk (období dějin zhruba od 16. století) a modernu (kulturní směry od konce 19. do druhé třetiny 20. století). V humanitních a společenských vědách slovo modernita označuje sociální a kulturní charakteristiky novověké společnosti, tedy soubor konkrétních sociokulturních norem, postojů a praktik, které vznikaly nejdříve v Evropě počínaje renesancí přes osvícenství 17. a 18. století a dobu vrcholně moderní společnosti v 19. a raném 20. století, kdy se začaly rychle šířit po celém světě (globalizace), až po současnost.
Na konci 19. a 20. století evropská politika, věda a kultura začala dominovat nejen v západní Evropě a Severní Americe, ale téměř v každé civilizované zemi světa, a měla vliv i na hnutí zaměřená proti Západu a globalizaci. Modernita je úzce spojena s rozvojem individualismu,kapitalismu, urbanizace a s vírou v možnosti technologického a politického pokroku. Války a další problémy této doby, z nichž mnohé vznikají vlivem rychlých změn a souvisejícího oslabení tradičních náboženských a etických norem, vedly na mnoha místech k odporu vůči modernitě. Například optimismus a víra v neustálý pokrok byly nedávno zpochybněny postmodernismem, zatímco dominance západní Evropy a Angloameriky vyvolala kritiku postkoloniální teorie.
Podle Michela Foucaulta je „modernita“ jako historická kategorie charakterizována znaky jako je zpochybnění nebo odmítnutí tradice; upřednostňování individualismu, politických svobod a formální rovnosti; víra v nevyhnutelný sociální, vědecký a technologický pokrok; racionalizace a profesionalizace; přechod od feudalismu či agrární společnosti ke kapitalismu a tržní ekonomice; industrializace, urbanizace a sekularizace; rozvoj národního státu, zastupitelská demokracie, veřejné školství atd.